# Itri
Itri é uma comuna italiana da região do Lácio, província de Latina, com cerca de 8.733 habitantes. Estende-se por uma área de 101 km², tendo uma densidade populacional de 86 hab/km². Faz fronteira com Campodimele, Esperia (FR), Fondi, Formia, Gaeta, Sperlonga.

## Demografia
| Variação demográfica do município entre 1861 e 2011                               |
|                                                                                   |
| Fonte: Istituto Nazionale di Statistica (ISTAT) - Elaboração gráfica da Wikipedia |